# G2 (musikgrupp)
G2 är en svensk bluegrassgrupp, grundad i Stockholm 2006 av Christoffer Olsson, Jens Koch, Erik Igelström, Tobias Strömberg, and Jimmy Sunnebrandt.
Gruppen har turnerat flitigt i USA och Storbritannien sedan 2007.

## Diskografi
- Mind over Matter (2014)
- Untapped Routes (2010)
- Where The Tall Grass Grows (2007)